# Kampos (Griekenland)
Kampos of Kámpos (Grieks: Κάμπος) is een dorp op het Griekse eiland Patmos. Het dorp behoort tot de gemeente Patmos. 
Kampos telt 633 inwoners (2011).

## Geografie
Kampos ligt op het noordelijke deel van het eiland, ongeveer zes kilometer ten noorden van de havenstad Skala. Het dorp is verdeeld in Áno Kámpos (Boven-Kampos), gelegen in het binnenland, en Káto Kámpos (Beneden-Kampos), gelegen aan de kust.